# Музей современного искусства Узбекистана
Музей Современного искусства Узбекистана (узб. Oʻzbekiston zamonaviy san'at muzeyi; CAMUZ) — музей в виде картинной галереи. Был открыт в 1983 году в городе Ургенче в здании первой почты, постройка которого датируется 1910 годом. Музей является структурным подразделением Агентства Культурного наследия при Министерстве Туризма и Культурного наследия Республики Узбекистан.

## История основания
Работа музея нацелена на достижение таких целей как: хранение и пополнение коллекции музея, научное изучение и пропаганда современного искусства и музейной коллекции.
На сегодняшний день Музей современного искусства Узбекистана располагает двумя филиалами, где можно ознакомиться с представленными экспонатами:
- Музей «Лазги» в городе Ургенче.
- Дом-музей музыканта Камилджана Атаниязова в городе Ургенче.

## Описание музея
В постоянных экспозициях посетителям представлены около 1000 работ живописи, графики и скульптуры, авторами которых являются более 200 художников разных школ и направлений, оставивших след в культурном наследии Узбекистана.
Двери музея открыты не только для художников Узбекистана, но и для деятелей искусства других народов и культур. Здесь проводились совместные выставки с представителями Японии, Китайской Народной Республики, Польши, Швейцарии и другими.
Музей состоит из 4 залов:
- Зал скульптуры;
- Зал хорезмских мастеров.
- Зал графики.
- Зал современного искусства.

Также в музее имеется аукционный холл и библиотека.
С 14 января 2022 года руководство музея возглавляет Ташова Ширин Абдирапиковна.